# Брахипсектриды
Брахипсектриды (лат. Brachypsectridae) — семейство насекомых отряда жесткокрылых, включающее четыре рода и около 10 видов.

## Описание
Имаго длиной 4-8 мм, с уплощенные телом, относительно слабо склеротизованные, антенны гребенчато-булавовидные. Личинки имеют крайне необычное строение: их уплощенное тело несет по краям разветвленные отростки, брюшко заканчивается гибким шипом. 

## Распространение
Азия, Австралия, Северная Америка.

## Экология и местообитания
Жуки обитают под камнями и под сваленными деревьями. Ведут хищный образ жизни. Личинки встречаются намного чаще, чем взрослые жуки, продолжительность жизни которых коротка.

## Палеонтология
Личинки этих жуков были найдены в бирманском, балтийском и доминиканском янтарях, а имаго — в бирманском и доминиканском янтарях.

## Классификация
4 рода, около 10 видов
- Asiopsectra Kovalev & Kirejtshuk, 2016[4]
  - Asiopsectra luculenta Kovalev & Kirejtshuk, 2016 — Иран
  - Asiopsectra mirifica Kovalev & Kirejtshuk, 2016 — Таджикистан
- Brachypsectra LeConte[5][6]
  - Brachypsectra cleidecostae Lawrence, Monteith & Reid, 2020 — Австралия[7]
  - Brachypsectra fulva  LeConte, 1874 — Северная Америка
  - Brachypsectra fuscula  Blair, 1930 — Сингапур
  - Brachypsectra kadleci  Hájek, 2010[8]
  - Brachypsectra lampyroides  Blair, 1930 — Индия
  - Brachypsectra vivafosile  Woodruff, 2004
  - †Brachypsectra moronei  Branham, 2006 — Доминиканский янтарь
- †Hongipsectra Tihelka et al., 2019 — Бирманский янтарь[9]
  - †Hongipsectra electrella Tihelka et al., 2019
- †Vetubrachypsectra Qu & Cai, 2019 — Бирманский янтарь[10]
  - †Vetubrachypsectra burmitica Li, Kundrata & Cai, 2022[11]
  - †Vetubrachypsectra huchengi Qu & Cai, 2019